# Fajerhak

Herb szlachecki Fajerhak

Fajerhak – polski herb szlachecki.

## Blazonowanie
W polu czerwonym osęk srebrny w skos. Klejnot: nieznany.

## Najwcześniejsze wzmianki
Herb zaginął najprawdopodobniej w XVI wieku. Znany ze źródeł z 1574.

## Herbowni
Nieznane są nazwiska osób pieczętujących się tym herbem.